# Café Riche (Pretoria)
Pour les articles homonymes, voir Café Riche.
Le Café Riche (également appelé Reserve Investment Building) est un immeuble commercial situé sur church square à Pretoria, Afrique du Sud, à l'angle de W.F. Nkomo street (church street) et de Parliament lane. 
Le Café Riche a été inscrit au registre du patrimoine provincial du Gauteng.

## Descriptif
Le bâtiment, conçu dans le style Art nouveau, jouxte un petit immeuble néo-flamand (Law chambers) datant des dernières années de la république du Transvaal . 
La chouette en pierre au sommet du pignon d'angle du Café riche ainsi que le bas relief représentant le dieu Mercure sont l'œuvre de Anton van Wouw.
Les encadrements de fenêtres et les portes provenaient de l'ancienne église gothique de church square, démolie en 1904. 

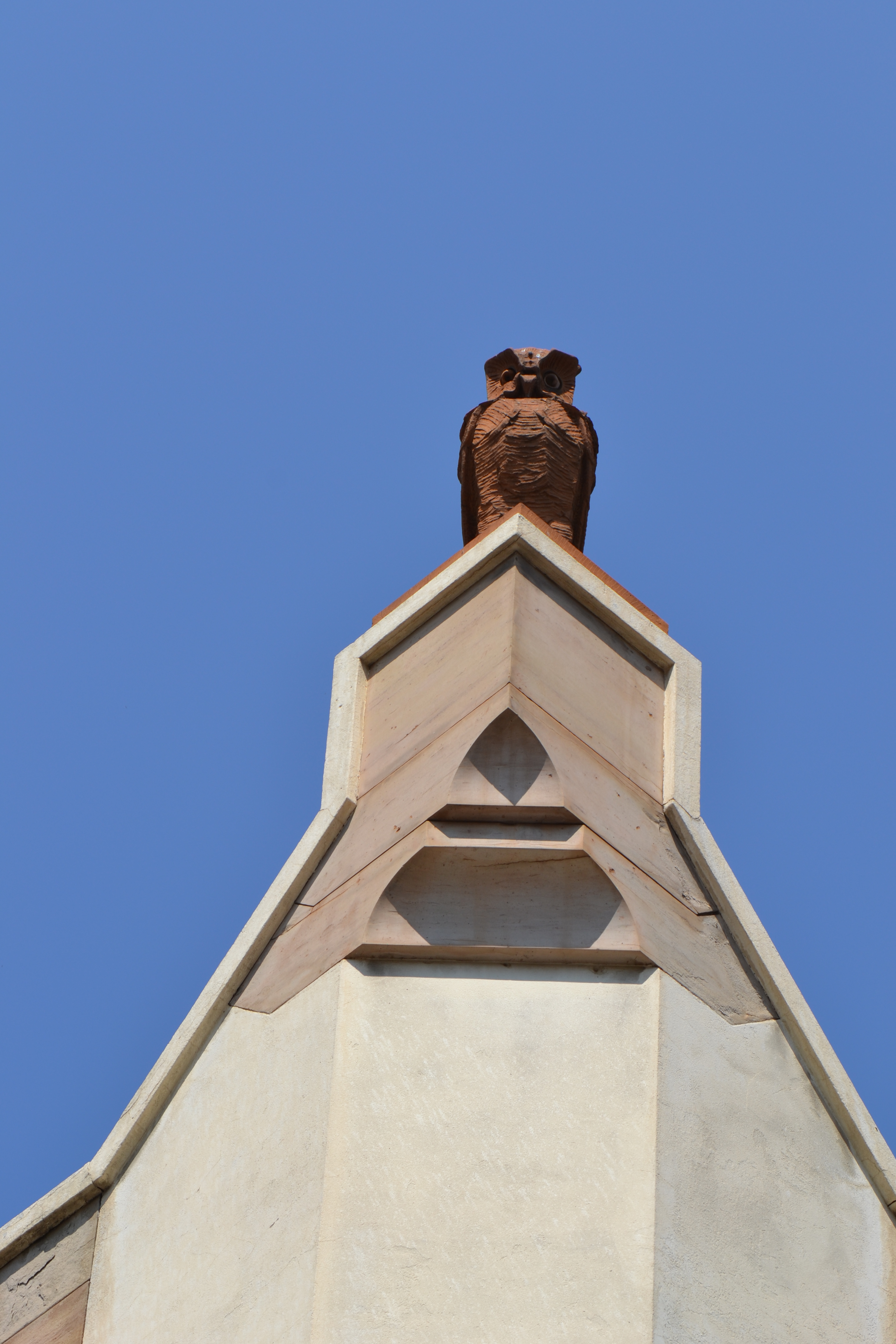
Sculpture de chouette au fronton principal, réalisée par Anton van Wouw
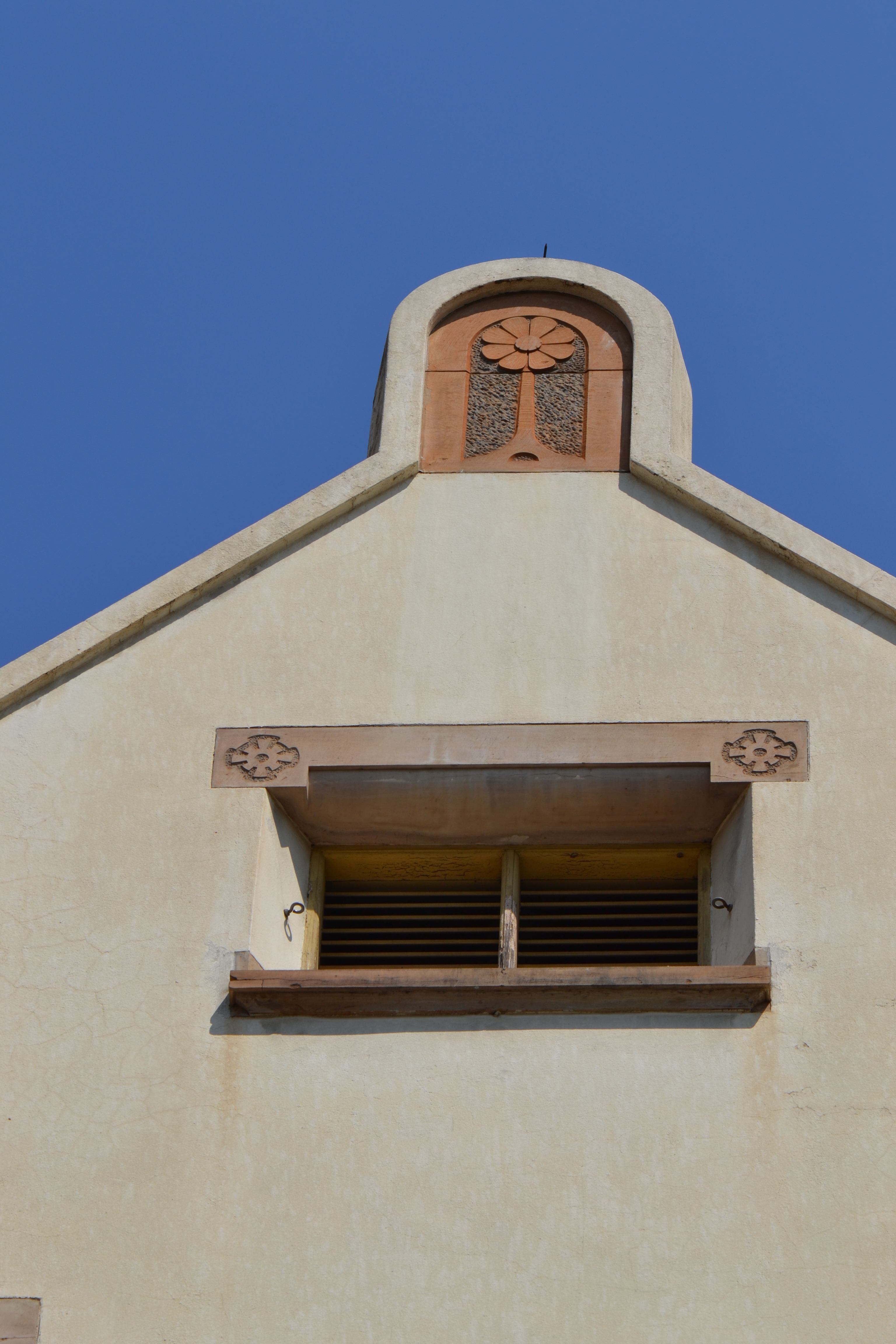
L'un des pignons du bâtiment
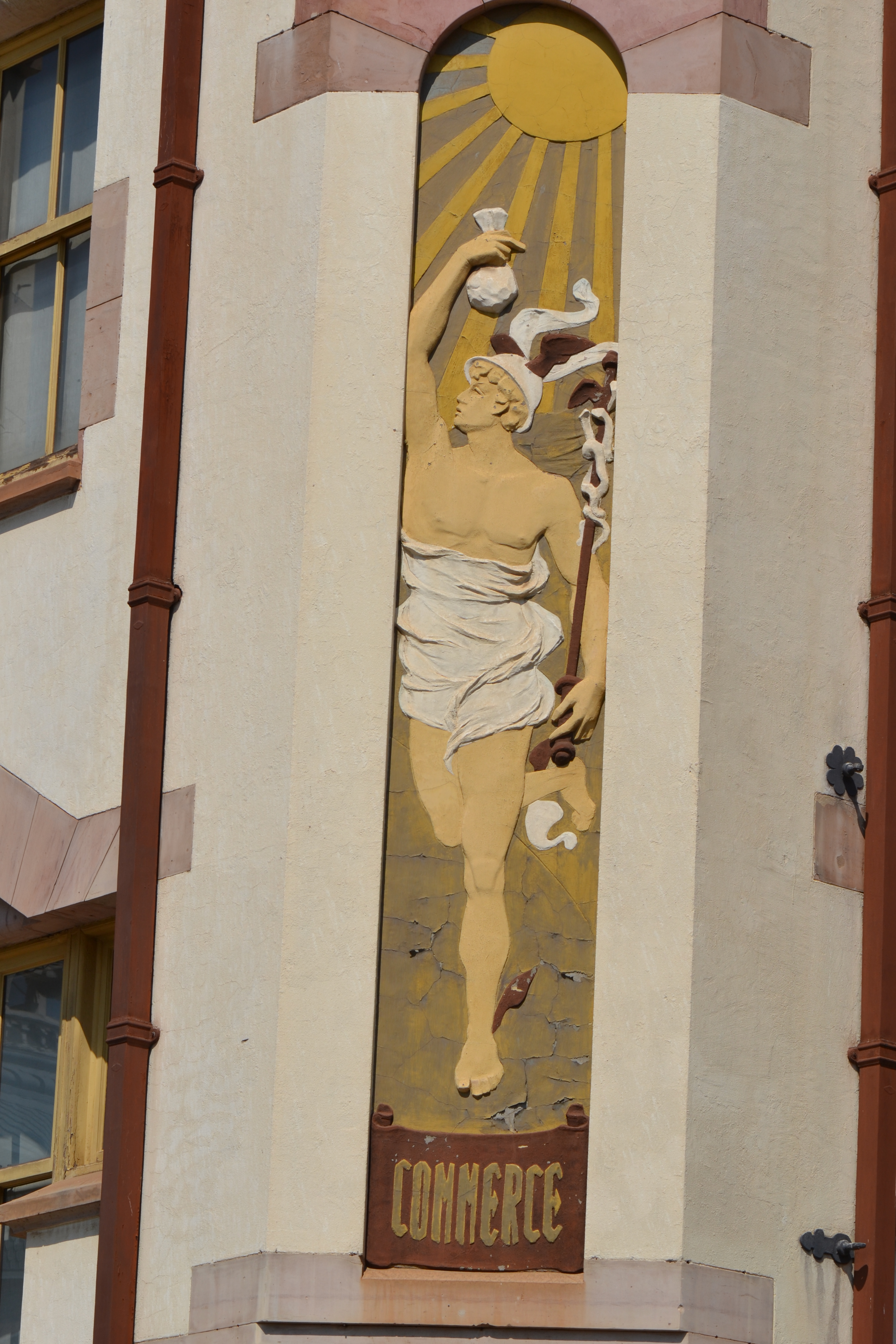
Bas relief représentant Mercure réalisé par Anton van Wouw
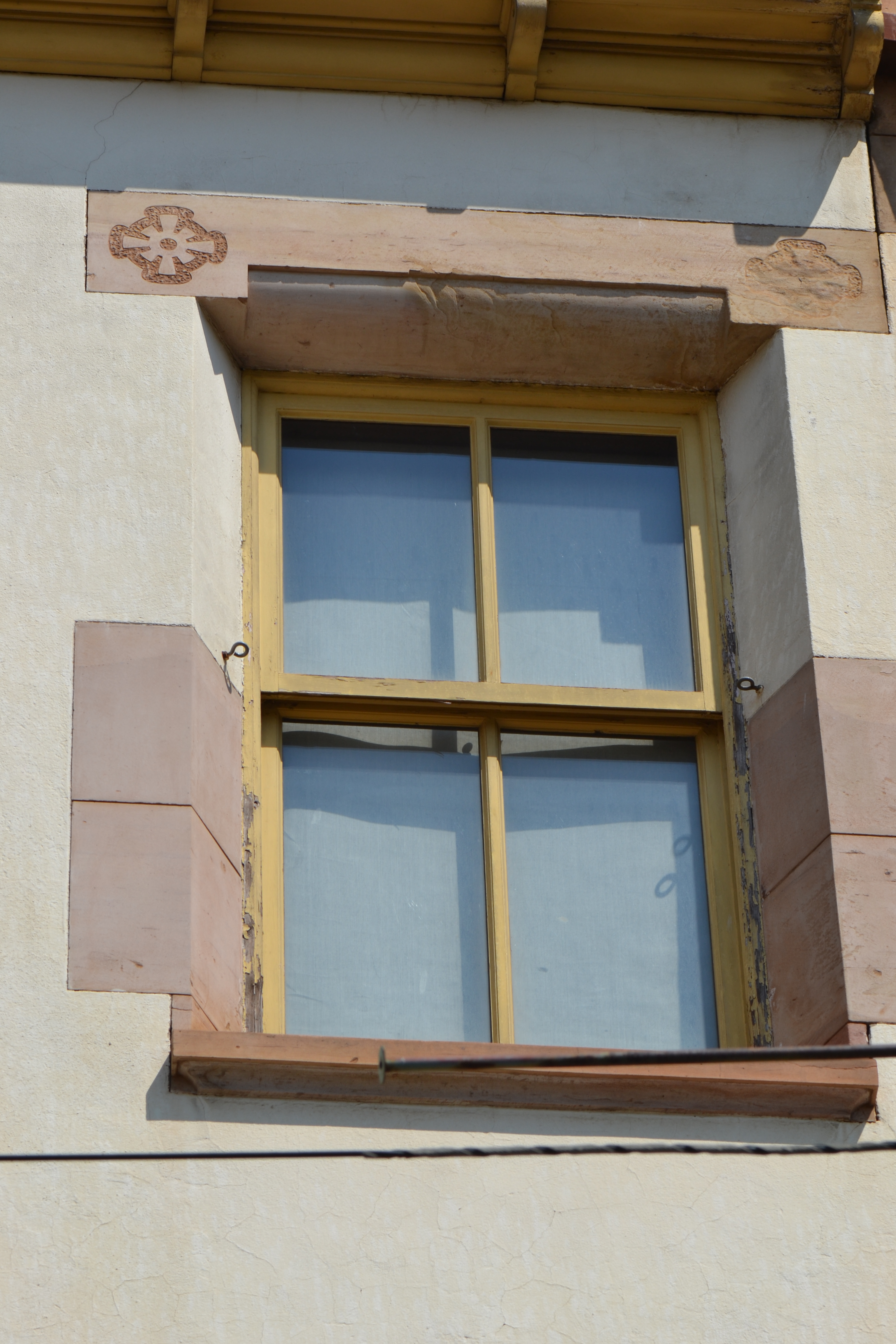
Encadrement des fenêtres
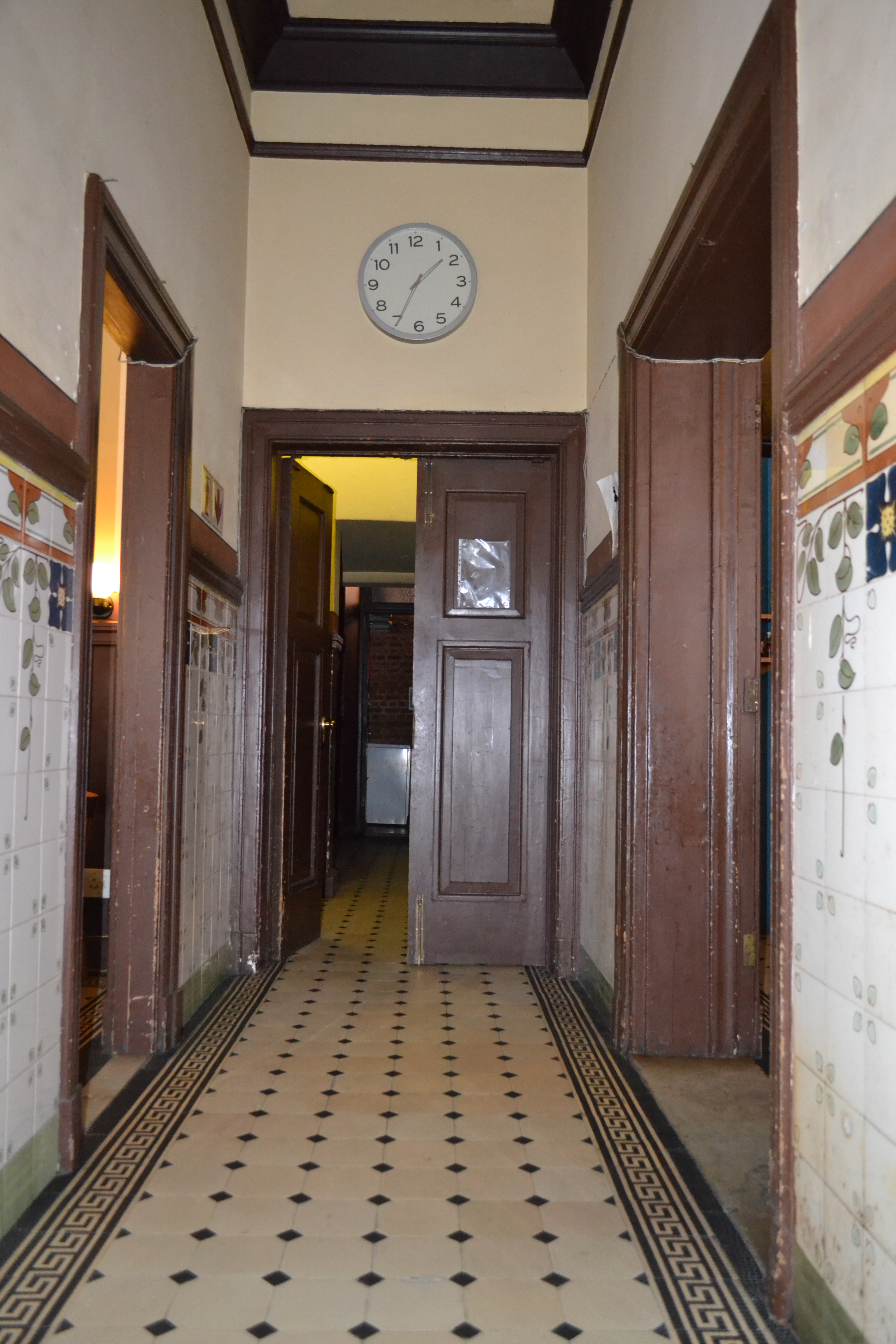
Coulour intérieur
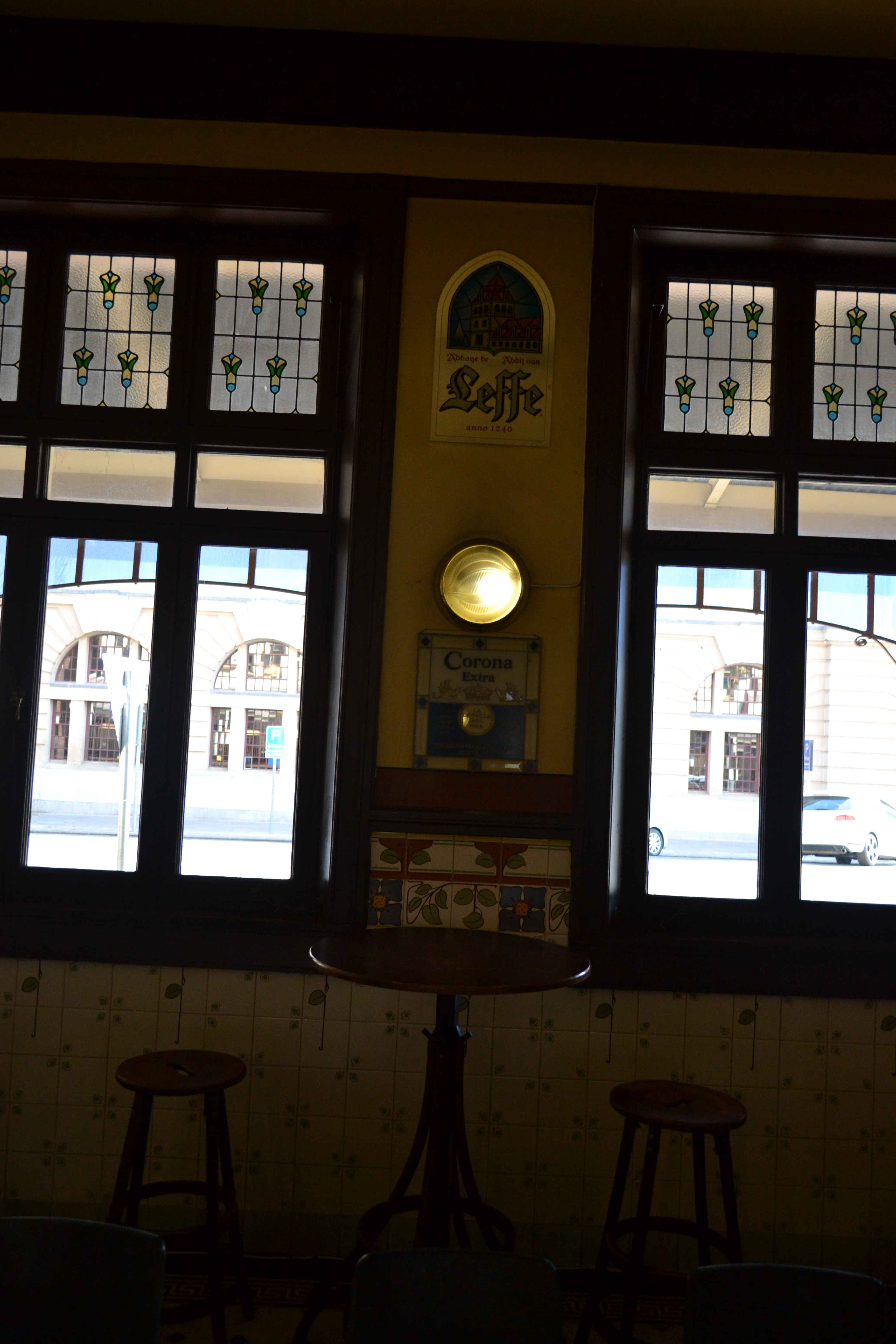
Intérieur

## Historique
Le bâtiment a été conçu par l'architecte néerlandais Frans Soff et construit en 1905. Il s'appelait Reserve Investment Building mais prit rapidement le nom du populaire restaurant/bistrot qui se trouvait au rez-de-chaussée au côté de boutiques et d'un salon de thé. L'édifice abrita durant le XXe siècle plusieurs commerces et boutiques dont notamment, dans les années 70, un petit bureau de tabac (smokers mecca).
En 1971, le ministère des travaux publics se lance dans des projets contestés de renouvellement urbain sur church square. La construction sur la façade ouest de deux tours de 130 m de hauteur est envisagée puis abandonnée pour laisser la place à des projets visant tout autant à transformer radicalement la physionomie de la façade ouest de la place où se situe le bâtiment du café Riche. Au prix d'un bras de fer avec l'administrateur du Transvaal, Sybrand van Niekerk et avec le premier ministre John Vorster, l'ensemble de la façade ouest, du théâtre du Capitol à l'Investment Building  (le Café riche) et la poste, échappent finalement à la démolition, grâce à la mobilisation de plusieurs milliers d'habitants mais aussi à la mobilisation des architectes, des historiens, des associations culturelles, des artistes, de personnalités politiques et de la presse,. 
En 1994, un nouveau et populaire restaurant/salon de thé, reprenant le nom de Café Riche, est ouvert mais celui-ci est contraint à la fermeture en 2019, à la suite de dégâts importants provoqués par des infiltrations d'eau. 

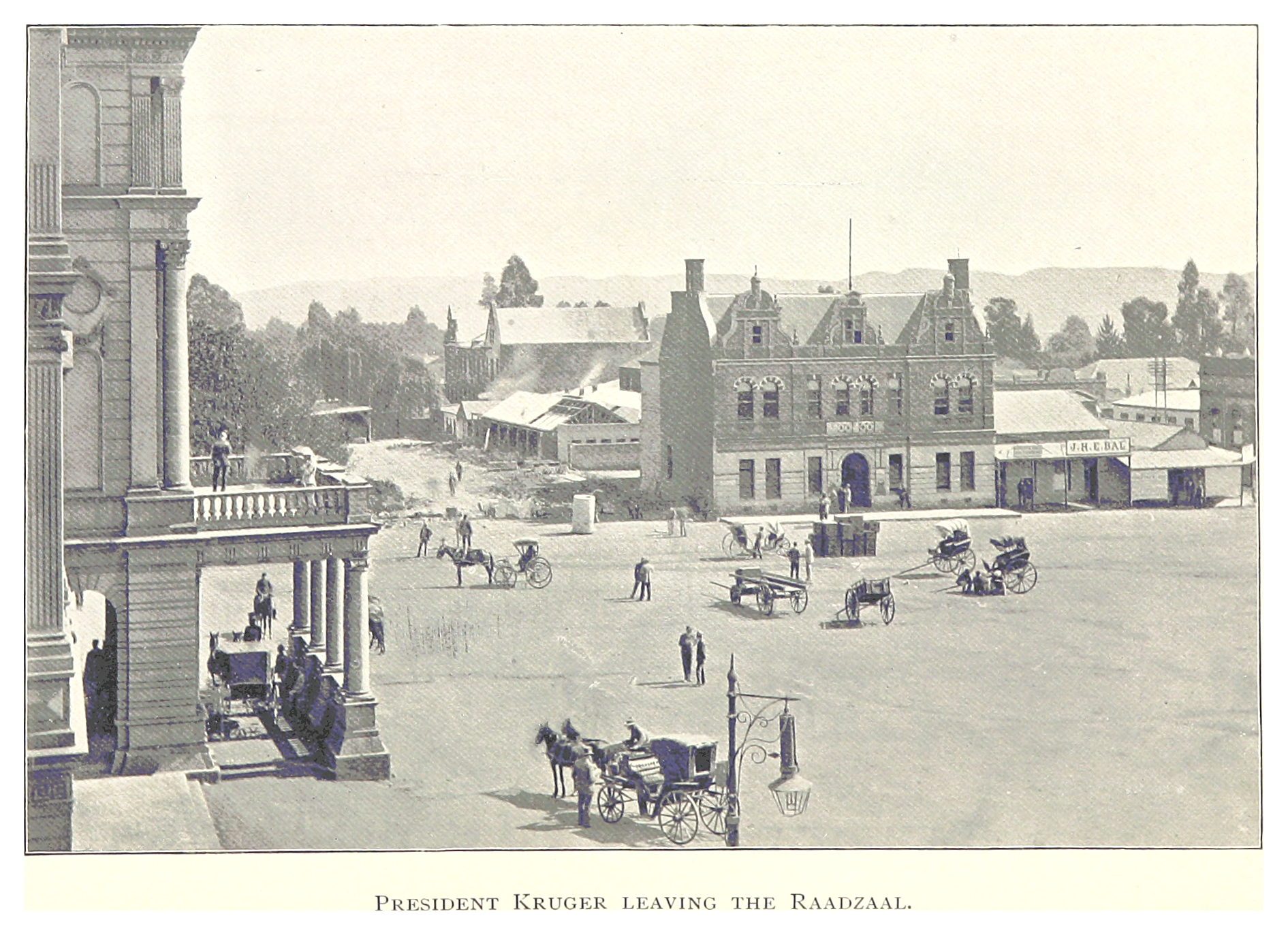
Le site en 1896 (à droite), avant la construction du bâtiment
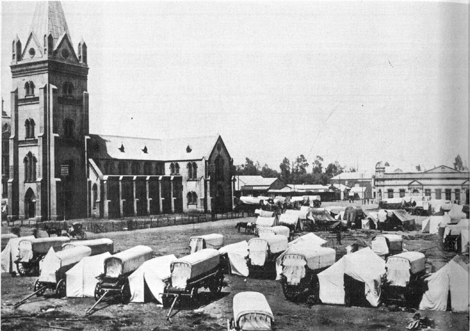
L'ancienne église de church square, démolie en 1904, dont une partie des matériaux fut réutilisée pour la construction du bâtiment en 1905
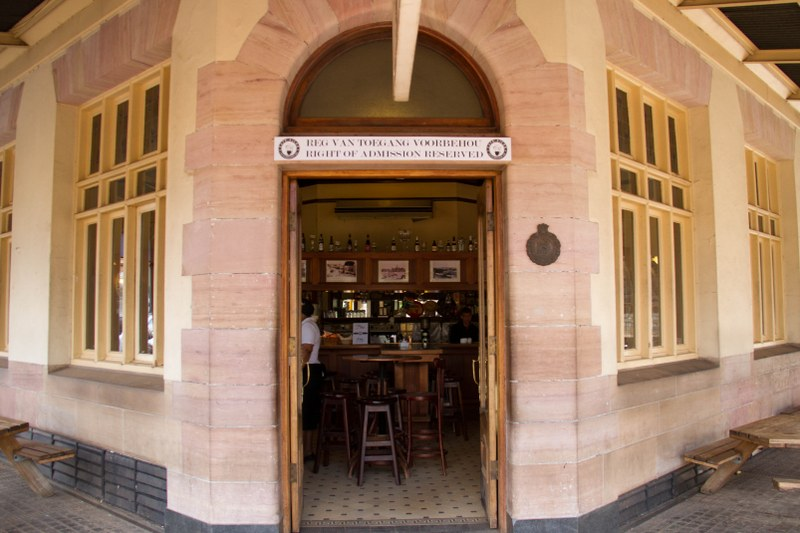
Entrée principale
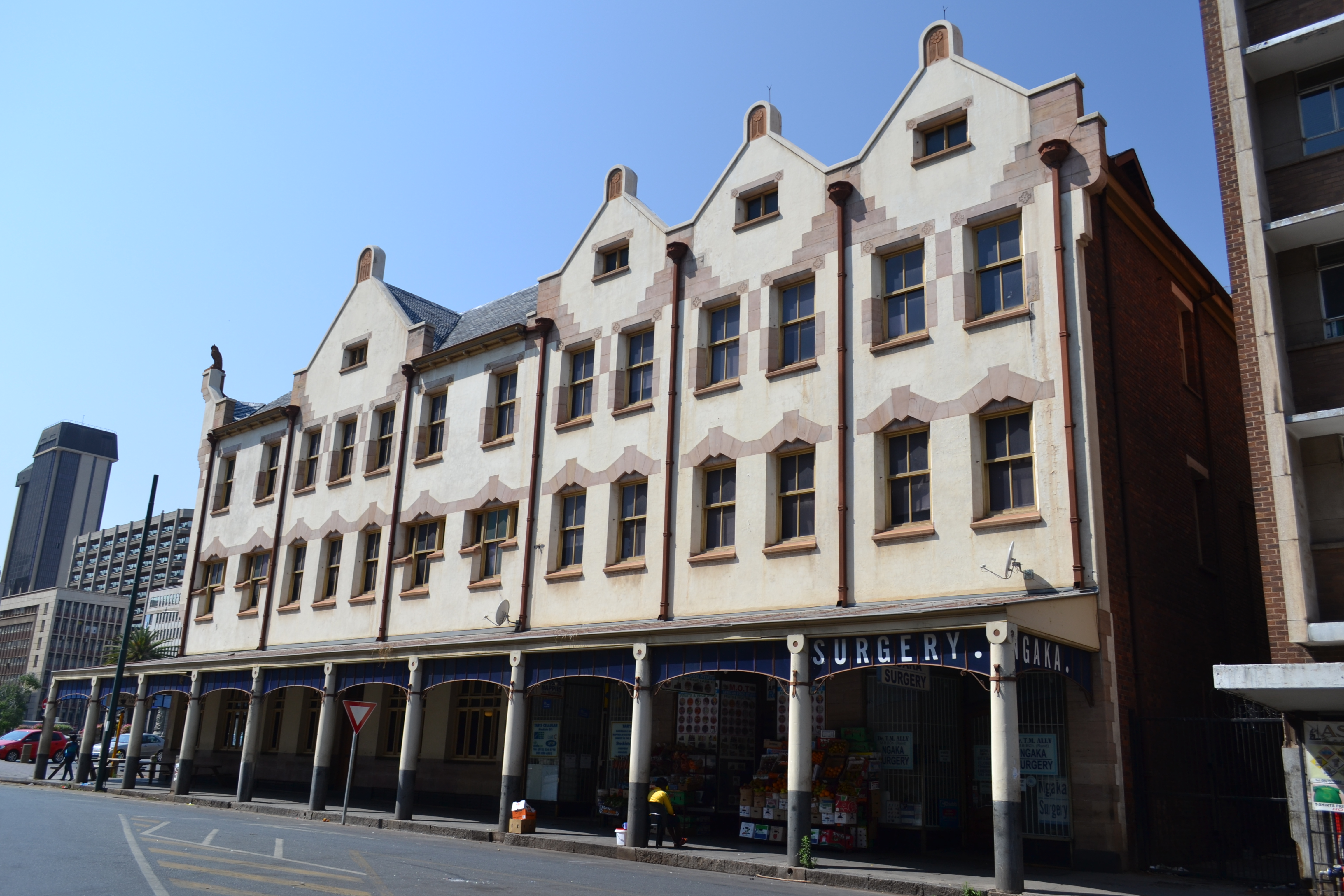
Façade sur church street
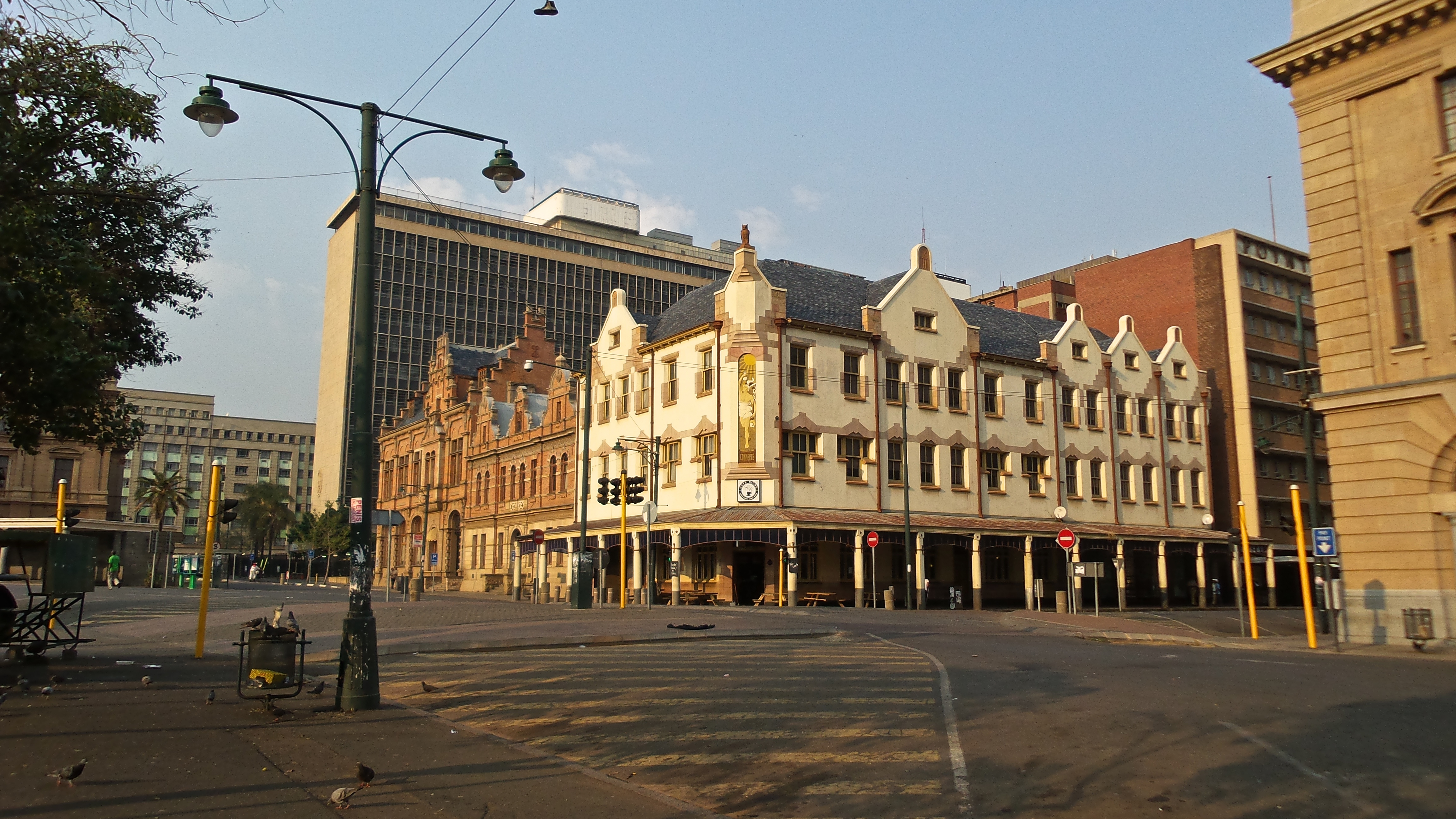
Café Riche et anciens bâtiments néerlandais